# Lectures diaboliques
Pour plus de détails, voir Fiche technique et Distribution.
Lectures diaboliques (I, Madman) est un film canado-américain réalisé par Tibor Takács, sorti en 1989.

## Synopsis
Virginia, employée dans une librairie de livres anciens, se passionne pour un vieux roman d'épouvante appelé "Much of madness, more of sin". Elle parvient à mettre la main sur le second et dernier roman de son auteur Malcolm Brand : "I, madman". Celui-ci conte l'histoire horrible d'un amoureux, éconduit à cause de sa laideur, qui mutile son propre visage, afin de le reconstruire progressivement. Virginia se rend compte que, au fur et à mesure qu'elle progresse dans la lecture de ce livre, des personnes de son entourages sont mystérieusement assassinées par un sadique qui semble s'inspirer du roman.

## Fiche technique
- Titre français : Lectures diaboliques
- Titre original : I, Madman
- Réalisation : Tibor Takács
- Scénario : David Chaskin
- Musique : Michael Hoenig
- Photographie : Bryan England
- Montage : Marcus Manton
- Production : Rafael Eisenman
- Société de production : Sarliu/Diamant
- Pays :  Canada,  États-Unis
- Langue : Anglais
- Format : Couleurs - 1,85:1 - Stéréo - 35 mm
- Genre : Horreur
- Durée : 89 min
- Dates de sortie : 13 octobre 1989 (États-Unis), 16 mai 1990 (France)

## Distribution
- Jenny Wright (VF : Céline Monsarrat) : Virginia
- Clayton Rohner (VF : Pierre-François Pistorio) : Richard
- Randall William Cook : Dr. Kessler / Malcolm Brand
- Stephanie Hodge (VF : Michèle Bardollet) : Mona
- Vincent Lucchesi (VF : Michel Vocoret) : Le lieutenant Garber
- Vance Valencia : Le sergent Navarro
- Murray Rubin (VF : Albert Augier) : Sidney Zeit
- Steven Memel (VF : Éric Chevalier) : Lenny
- Michelle Jordan (VF : Déborah Perret) : Colette
- Mary Baldwin : la bibliothécaire
- Raf Nazario : Lyle, l'employé de l'hôtel
- Bob Frank : le gérant de l'hôtel

## Autour du film
- Le tournage s'est déroulé à Los Angeles.

## Bande originale
- Chanson d'amour, interprété par Art and Dotty Todd
- Sonate pour piano n°3, opus 58, composé par Frédéric Chopin, interprété par Stephen Kelly
- Les Quatre Saisons, composé par Antonio Vivaldi, interprété par La Petite Bande, conduit par Sigiswald Kuijken
- Little Sister, interprété par Michael Beers
- Seven Hours Later, interprété par John Debney

## Distinctions
- Grand Prix au Festival international du film fantastique d'Avoriaz 1990.
- Nomination au prix de la meilleure actrice pour Jenny Wright, par l'Académie des films de science-fiction, fantastique et horreur en 1991.